# Чемпионат мира по бобслею 1973
29-й чемпионат мира по бобслею и скелетону прошёл 15 февраля 1973 года в городе Лейк-Плэсид на Олимпийской санно-бобслейной трассе.

## Соревнование двоек
| Золото                              | Серебро                     | Бронза                         |
| Вольфганг Циммерер, Петер Уцшнайдер | Ханс Кандриан, Хайнц Шенкер | Йон Панцуру, Думитру Фошенеану |

## Соревнование четвёрок
| Золото                                                           | Серебро                                                                      | Бронза                                                                               |
| Рене Стадлер, Вернер Камихель, Эрих Шерер, Петер Шерер (4:22,05) | Вернер Делле Карз, Уолтер Делле Карз, Ханс Аичингер, Фриц Сперлинг (4:23,57) | Вольфганг Циммерер, Петер Уцшнайдер, Вальтер Штайнбауэр, Штефан Гайсрайтер (4:23,78) |

## Медальный зачёт
| Место | Страна    | Золото | Серебро | Бронза | Всего |
| ----- | --------- | ------ | ------- | ------ | ----- |
| 1     | Швейцария | 1      | 1       | 0      | 2     |
| 2     | ФРГ       | 1      | 0       | 1      | 2     |
| 3     | Австрия   | 0      | 1       | 0      | 1     |
| 4     | Румыния   | 0      | 0       | 1      | 1     |